# NBA Live 18
 NBA Live 18 är ett basket simuleringsdatorspel som utvecklats av EA Tiburon och publicerad av EA Sports. Den har James Harden från Houston Rockets som omslagets idrottsman och släpptes för PlayStation 4 och Xbox One den 15 september 2017. Spelet är den 21:e upplagan i NBA Live-serien, och uppföljningen till 2015s NBA Live 16 efter EA tog ett år mellan spel. Trots att man fortfarande fick kritik för sin spelning noterades spelet som en förbättring under de senaste delarna, och blev det högst rankade spelet i serien sedan NBA Live 10, enligt Metacritic

### Fotnoter
1. ↑  ”James Harden - NBA LIVE 18 Cover Athlete - EA SPORTS Official Site” (på amerikansk engelska). www.easports.com. https://www.easports.com/nba-live/nba-live-18-james-harden. Läst 27 juli 2018.